# Württemberg (vinregion)
Württemberg är en kvalitetsregion (Anbaugebiet) för vin som huvudsakligen ligger i Baden-Würtemberg i Tyskland. Namnet kommer av det tidigare tyska landet Württemberg. De största vindistrikten (Bereich) ligger längs floden Neckar och dess tillflöden. 

## Viner
I Württemberg görs mest rött vin. De vanligaste blå druvorna är Trollinger och Schwarzriesling men även Blaufränkisch (Lemberger) och Pinot Noir (Spätburgunder) förekommer. Den vanligaste vita druvan är Riesling.

## Producenter
Druvodlingen är fragmenterad. Endast 40 producenter har en yta större än 5 hektar. 80% av vinet framställs av kooperationer (Genossenschaften). 

## Indelning
Det finns 9 vindistrikt. De viktigaste är:

### Württembergisch Unterland
Det största distriktet är Württembergisch Unterland söder om Heilbronn med 7400 ha.

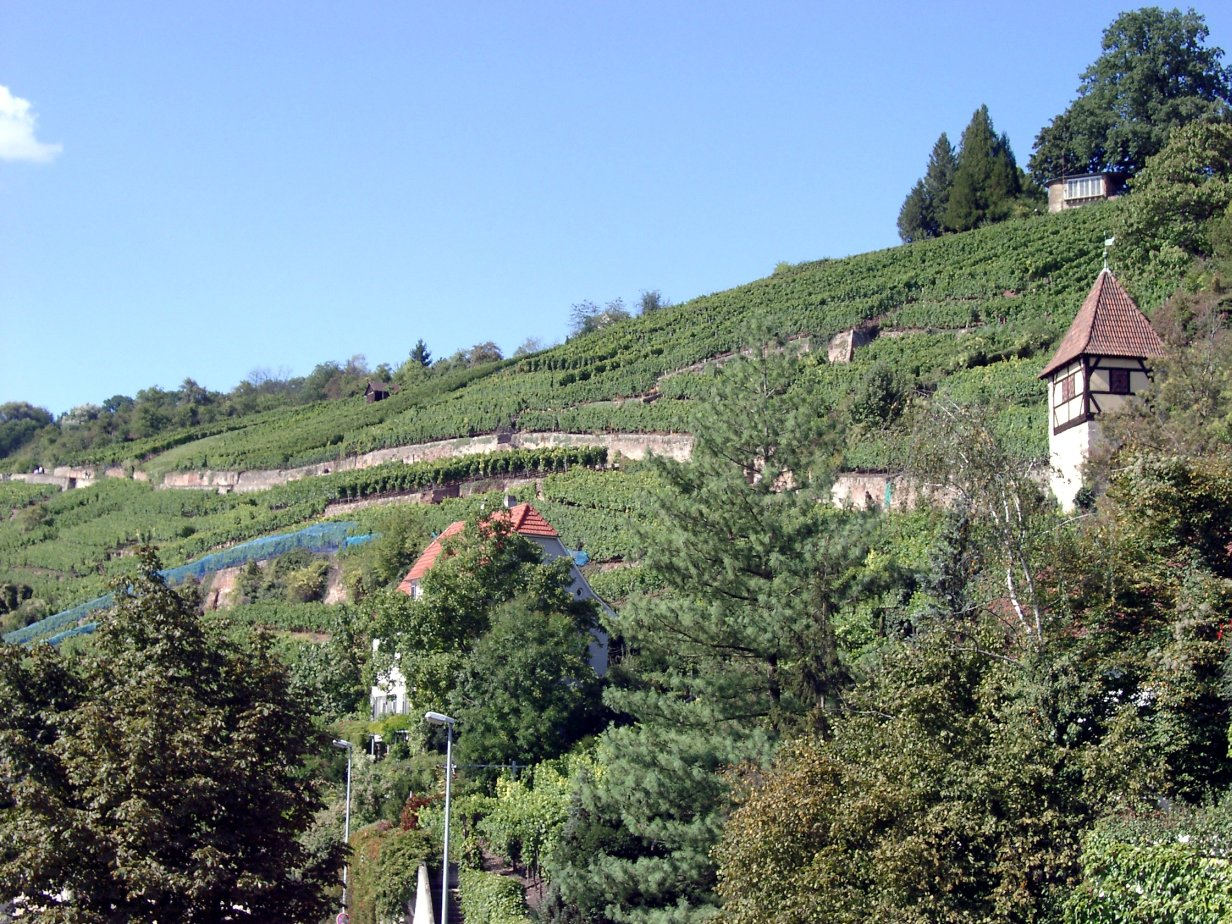
Vinodling i Landkreis Esslingen

### Remstal-Stuttgart
Näst störst är distriktet Remstal-Stuttgart väster och söder om Stuttgart, med ytan 1600 ha.. 